# David Milne

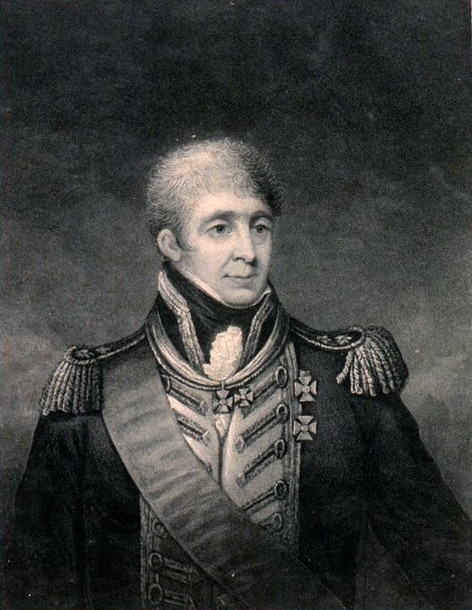
Pintura de Sir David Milne

Almirante Sir David Milne (maio de 1763 – 5 de maio de 1845) foi um almirante do Reino Unido.
Nasceu em Musselburgh, East Lothian, Escócia, e entrou para a marinha do Reino Unido em 1779. Serviu nas Índias Ocidentais entre 1779 e 1783.